# The Savages (groupe)
Pour les articles homonymes, voir The Savages.
The Savages (« les Sauvages ») est un groupe britannique de rock fondé en 1960 pour accompagner le chanteur Screaming Lord Sutch et toujours actif actuellement.

## Historique
Au sein de cette formation, certains des piliers du rock et du blues britannique ont fait un passage. Parmi eux, Jimmy Page et John Bonham de Led Zeppelin, Ritchie Blackmore de Deep Purple, Jeff Beck, Keith Moon des Who, Adrian Gurvitz, Albert Lee, Mick Abrahams, Noel Redding et Mitch Mitchell du groupe The Jimi Hendrix Experience, les claviéristes Nicky Hopkins, Matthew Fisher, Freddy 'Fingers' Lee, etc.
Le nom du groupe a parfois été utilisé abusivement par Lord Sutch pour désigner n'importe quelle sélection de musiciens l'accompagnant sur scène. En effet, il est arrivé qu'il soit impossible - pour des raisons financières - de réunir les membres de la formation officielle, qui étaient alors remplacés par des musiciens recrutés pour l'occasion.
En août 1963, le New Musical Express britannique révèle que Sutch compte mettre fin à ses activités musicales s'il remporte les élections parlementaires de Stratford-upon-Avon Le groupe continue depuis lors sans son chanteur originel.
À la suite de la mort de Sutch survenue en 1999, le groupe continue à jouer avec Tony Dangerfield (membre du groupe dans les années 1960), Dave Dix, Angi Antinori, Jack Irving (membres depuis les années 1990) et Johnny Casanova (membre depuis 1995, à la suite d'une réunion avec Sutch et son groupe au festival de Donnington). Les performances scéniques sont rares, à cause des nombreuses activités artistiques annexes des musiciens. Dangerfield, le bassiste, meurt en 2008. Le groupe tourne depuis 2009 avec la formation suivante : Angi Antinori à la guitare, Jack Irving à la batterie et au chant, Johnny Casanova aux claviers et au chant, et Nick Simper à la basse, un ancien du groupe et ami personnel de Sutch.